# Parathelypteris caudata
Parathelypteris caudata är en kärrbräkenväxtart som beskrevs av Ren-Chang Ching och Shing. Parathelypteris caudata ingår i släktet Parathelypteris och familjen Thelypteridaceae. Inga underarter finns listade.